# Aprocitentan
Tryvio (aktivna supstanca lijeka je aprocitentan, ACT-132577) je antagonist receptora endotelina koji se koristiti za liječenje visokog krvnog tlaka koji nije adekvatno kontroliran drugim lijekovima za visoki krvni tlak (antihipertenzivima). Uzima se oralno, u formi tablete, jedanput na dan. Koristi se u kombinaciji s drugim antihipertenzivima i ima nizak potencijal za interakcije s drugim lijekovima.
Tryvio djeluje tako da sprječava vezanje endotelina-1 (ET-1) na receptore ETA i ETB. Sprječavanjem vezanja ET-1, Tryvio snižava krvni tlak. Endotelin-1 je peptid kojeg proizvode različite stanica i tkiva, poput makrofaga, endotelnih i vaskularnih glatkih mišićnih stanica te stanica bubrežne moždine (medule). Povezan je s nekoliko učinaka, kao što su vazokonstrikcija (sužavanje krvnih žila), fibroza (zadebljanje i stvaranje ožiljaka na tkivu) i upala.
Aprocitentan je aktivni metabolit macitentana.
FDA je odobrila Tryvio 19. ožujka 2024. godine.

## Endotelin-1

### Endotelin-1 i hipertenzija
Endotelin-1 (ET-1) regulira krvni tlak i vaskularni tonus, tj. kontrakcije glatkih mišićnih stanica krvnih žila u stijenkama malih arterija i arteriola. Rezultat uspješne interakcije proteina ET-1 s ETA i ETB receptorima su kontrakcije glatkih mišićnih stanica koje se nalaze u stijenkama žila. Dakle, endotelin-1 ima vazokonstrikcijski učinak i često rezultira hipertenzijom.
Hiperzenzija, tj. povišeni krvni tlak, može rezultirati komplikacijama, pogotovo ukoliko ne poduzimamo nikakve postupke prevencije ili liječenja. Hipertenzija može izazvati ozbiljno oštećenje srca. Povišeni tlak može otvrdnuti arterije i smanjiti dotok krvi i kisika u srce. Povišeni tlak i smanjeni protok krvi mogu uzrokovati: anginu pektoris (bol u prsima), srčani udar, zatajenje srca (događa se kada srce ne može pumpati dovoljno krvi i kisika u druge vitalne tjelesne organe) te nepravilan rad srca koji može dovesti do iznenadne smrti. Hipertenzija također može uzrokovati da arterije, koje opskrbljuju mozak krvlju i kisikom, prsnu ili postanu blokirane. To obično rezultira moždanim udarom. Osim toga, hipertenzija može uzrokovati oštećenje bubrega, što dovodi do zatajenja bubrega.

### Utjecaj endotelina-1 na bubrege
Također, endotelin-1 ima utjecaj u regulaciji natrija i vode u bubrezima. S obzirom na tu funkciju, endotelinski sustav (endotelin i njegovi receptori) ima utjecaj na bolesti poput dijabetesa i kronične bubrežne bolesti.
U liječenju hipertenzije stoga ima smisla koristiti antagoniste ET-1 receptora. Provedena istraživanja ukazuju da antagonisti uspješno snižuju krvni tlak, no imaju i nedostatak – obično povećavaju koncentraciju natrija u tijelu.
Neki od proučavanih antagonista uključuju lijekove bosentan, darusentan te aprocitentan.

## Klinička istraživanja antagonista ET receptora

### Bosentan
Bosentan je molekula koja se također može vezati na ETA i ETB receptore, a u istraživanju se koristio u liječenju blage hipertenzije. Njegova učinkovitost uspoređivala se s placebom te s lijekom enalaprilom. 
U istraživanju sudjelovala su 293 pacijenta, a istraživanje je trajalo 4 tjedna. Krvni tlak se mjerio prije i nakon tretmana. Bosentan se oralno primjenjivao u 4 različite koncentracije (100, 500 i 1000 mg jednom dnevno, te 1000 mg dva puta dnevno). 
U usporedbi s placebom, bosentan je rezultirao smanjenjem dijastoličkog krvnog tlaka (5.7 mmHg), a slični rezultati dobiveni su i u usporedbi s enalaprilom (5.8 mmHg).

### Darusentan
Darusentan se istraživao kao dodatak terapiji u bolesnika s rezistentnom hipertenzijom.
U istraživanju se kroz tjedne povećavala doza darusentana i uočen je progresivan pad krvnog tlaka tijekom studije, s najvećim sniženjima uočenim pri primjeni najveće doze (300 mg – smanjenje sistoličkog krvnog tlaka 11,5 mmHg, smanjenje dijastoličkog krvnog tlaka 6,3 mmHg).

## Aprocitentan – farmakologija

### Mehanizam djelovanja
Aprocitentan (ACT-132577) je antagonist ET receptora koji sprječava vezanje ET-1 na receptore ETA i ETB. Aprocitentan uzrokuje sniženje krvnog tlaka koje je ovisno o dozi. Također, pokazalo se da ima sinergistički učinak s blokatorima renin-angiotenzinskog sustava, tj aprocitentan i blokatori zajedno efektivnije snižavaju povišeni tlak.

### Toksikologija
- Kancerogenost – studije na miševima i štakorima koristile su macitentan (koji se metabolizmom pretvara u aprocitentan) zaključile su da aprocitentan nema karcinogenog potencijala. Korištene su doze do 250 mg lijeka/kg težine miša, po danu. To predstavlja 30 puta veću koncentraciju od maksimalne preporučene doze za ljude.
- Mutageneza – aprocitentan nije izazvao mutagenost ili genotoksičnost. Proveli su se in vivo mikronukleusni testovi u koštanoj srži štakora (otkrivaju genotoksična oštećenja u interfaznim stanicama). Provedeni su i  kao i in vitro testovi kromosomskih aberacija u ljudskim limfocitima.
- Narušavanje plodnosti – u ispitivanjima toksičnosti ponovljenih doza ("repeated dose toxicity studies"), liječenje aprocitentanom dovelo je do degeneracije tubula testisa štakora i pasa. Korištene doze predstavljaju preko 41 put veću dozu od maksimalne preporučene za ljude.
- embrio-fetalna toksičnost – istraživanja koja su primjenjivala aprocitentan na gravidnim štakorima i kunićima uvidjeli su da tijekom organogeneze fetusa nastaju brojne malformacije i kardiovaskularni problemi pri svim primijenjenim dozama lijeka. Daljnja istraživanja potvrdila su da korištenje aprocitentana kasnije u trudnoći rezultira smanjenim šansama za preživljenje mladunaca.[6]

### Farmakokinetika
- Apsorpcija – za postizanje maksimalne koncentracije aprocitentana u krvi potrebno je između 4 i 5 sati nakon primjene oralne doze od 25 mg.

- Distribucija – aprocitentan se u velikoj mjeri (99%) veže za proteine plazme i to prvenstveno albumin. Mjerenjem koncentracije lijeka u krvi te zatim u plazmi dobiven je omjer aprocitentana u krvi i plazmi koji iznosi 0.63, što ukazuje da ima i velik afinitet za vezanje za krvne stanice.
- Metabolizam – aprocitentan se prvenstveno metabolizira N-glukozidacijom (pomoću glukuronozil-transferaza UGT1A1 i UGT2B7) te hidrolizom. Iz aprocitentana tada nastaju polarniji produkti koji se lakše izlučuju (obično mokraćom).
- Izlučivanje (ekskrecija) – aprocitentan je radioaktivno obilježen i uviđeno je da se izlučuje putem mokraće (preko 50%) i putem fecesa.[6]

Nisu primijećene klinički značajne razlike u farmakokinetici aprocitentana nakon obroka, kao ni razlike na temelju dobi, spola, rase/etničke pripadnosti, tjelesne težine.
Aprocitentan se može koristiti u kombinaciji s drugim antihiperzenzivima. Kada se koristio u kombinaciji s midazolamom te u kombinaciji s rosuvastatin nisu primjećene klinički značajne razlike u farmakokinetici ovih lijekova.